# 黑暗的心

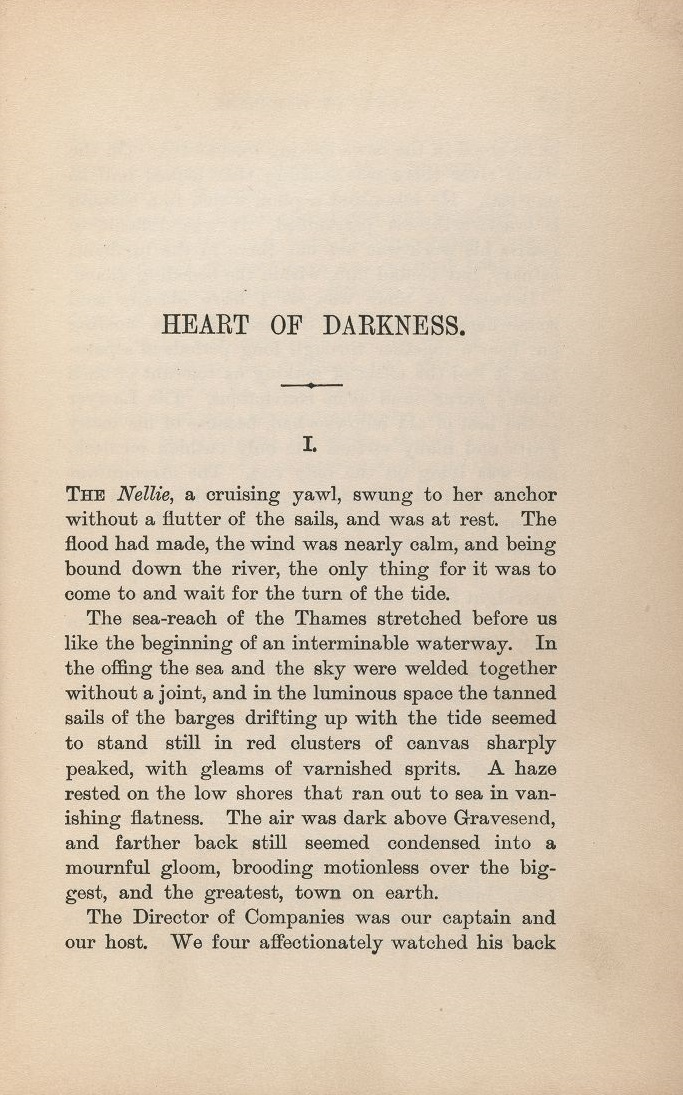
"Heart of Darkness" in Youth: A Narrative, 1902

《黑暗的心》或譯《黑暗之心》（英語：Heart of Darkness）是约瑟夫·康拉德的一部中篇小说， 讲述了船员马洛的故事。马洛在行程中，被象牙貿易公司業務員库尔兹的事蹟所吸引。这本书探索了人潜在的、固有的黑暗面，涉及了殖民主义、种族主义、野蛮、文明等多个主题。
黑暗之心在1998年的現代圖書公司百大英文小说排行榜中，位居編輯小組名單第67名。这本书还是西方文學正典之一。
1979年法蘭西斯·柯波拉根据小说拍摄了一部越战背景电影《现代启示录》。
1993年 Nicolas Roeg 根據小說拍攝為100分鐘的電影。

## 出版
这个故事首次出版，是在1899年的二月、三月和四月，分为三个部分，在布莱克伍德杂志（Blackwood's Magazine）上分别推出。之後收錄在1902年出版的《青年时期：一个故事，和另外两个故事》（Youth: a Narrative, and Two Other Stories）。用康拉德的话来说，黑暗之心就是：
“一个记者成为（非洲）内陆贸易站经理，还令自己受到一个部落的野蛮人崇拜的故事。这么说容易令人以为，这是一个幽默的故事，不过实情并非如此。”
1902年出版的版本，集合了青年时期：一个故事、黑暗之心和繫繩的末端（The End of the Tether）三个故事，大致地讲述了他一生的三个阶段。1917年，康拉德又在这本书的新版中，加入作者笔记（Author's Note），评论了一下前两个故事的叙述者马洛（Marlow）。他也有提到，青年时期是第一个有马洛出现的故事。

## 情节简介
查尔斯·马洛（Charles Marlow）在登上了停泊在泰晤士河畔格雷夫森德的尼爾森号（Nellie）之后，向其他船员讲述了他被象牙贸易公司任命为内河蒸汽船船长之后遇到的事情。他首先描述了自己乘船经过荒野，航往贸易站的经过。下船前往贸易站的路上，正在修築鐵路。他发现那里的情况十分恶劣，调度混乱，設備老舊，经常濫用爆炸進行工事。有一些黑人，他们套著枷鎖，被人用锁链串在一起，情绪低落。在他看来，这些人可能要做工做到死为止。也有一个受過教化的土人(黑人)，穿着制服，拿着一支步枪跟著。他在贸易站遇到了公司的总会计师，会计师向他提到了“一流”的業務員—库尔兹（Kurtz），他是一處重要的貿易站的負責人；在那裡他運回的象牙比其他人加起來的還多。

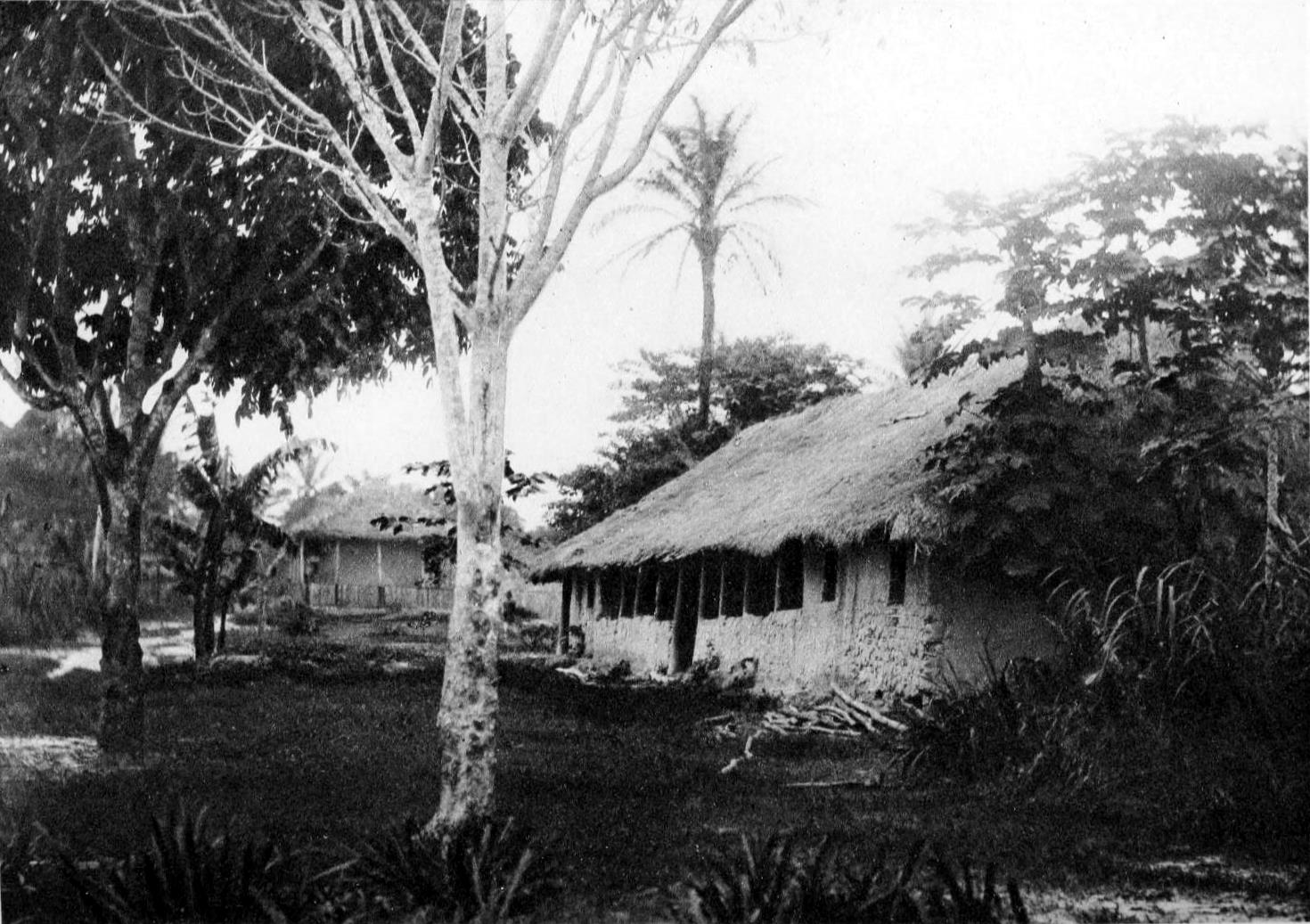
1889年的刚果河比利时贸易站。

马洛和商队一起，离开了贸易站，徒步穿过荒野，向另一个贸易站进发。这个贸易站停泊了他即将指挥的蒸汽船。他到了那里，才知道他的蒸汽船在两日前就已经撞毁了。这个贸易站的经理向他解释了他们在他抵达之前，就擅自开船的原因：库尔兹病了，而他那非常重要的贸易站，也情况危急，所以，他们要提前开船，为那个贸易站运送补给，接走患病的库尔兹。马洛觉得这个贸易站的人，都是些在背后指点别人的人。马洛戲稱這些象牙販子為“朝圣者”；喜欢嫉妒他人，为了利益，竭力争取更高的职位。不过，他们又没有作出实际行动表现自己，只会一直做一些无谓的、缺乏效率的事情，只愿等待，不愿冒险。马洛的船在打捞出水后，又用了几个月时间维修，他感到十分不耐烦。他在这几个月里了解到，库尔兹不但不是一个受人敬重的人物，还是一个或多或少受人憎恨的人物。一是因为他担任要职，二是因为，按照贸易站的人的说法，库尔兹是依靠关系登上高位的。

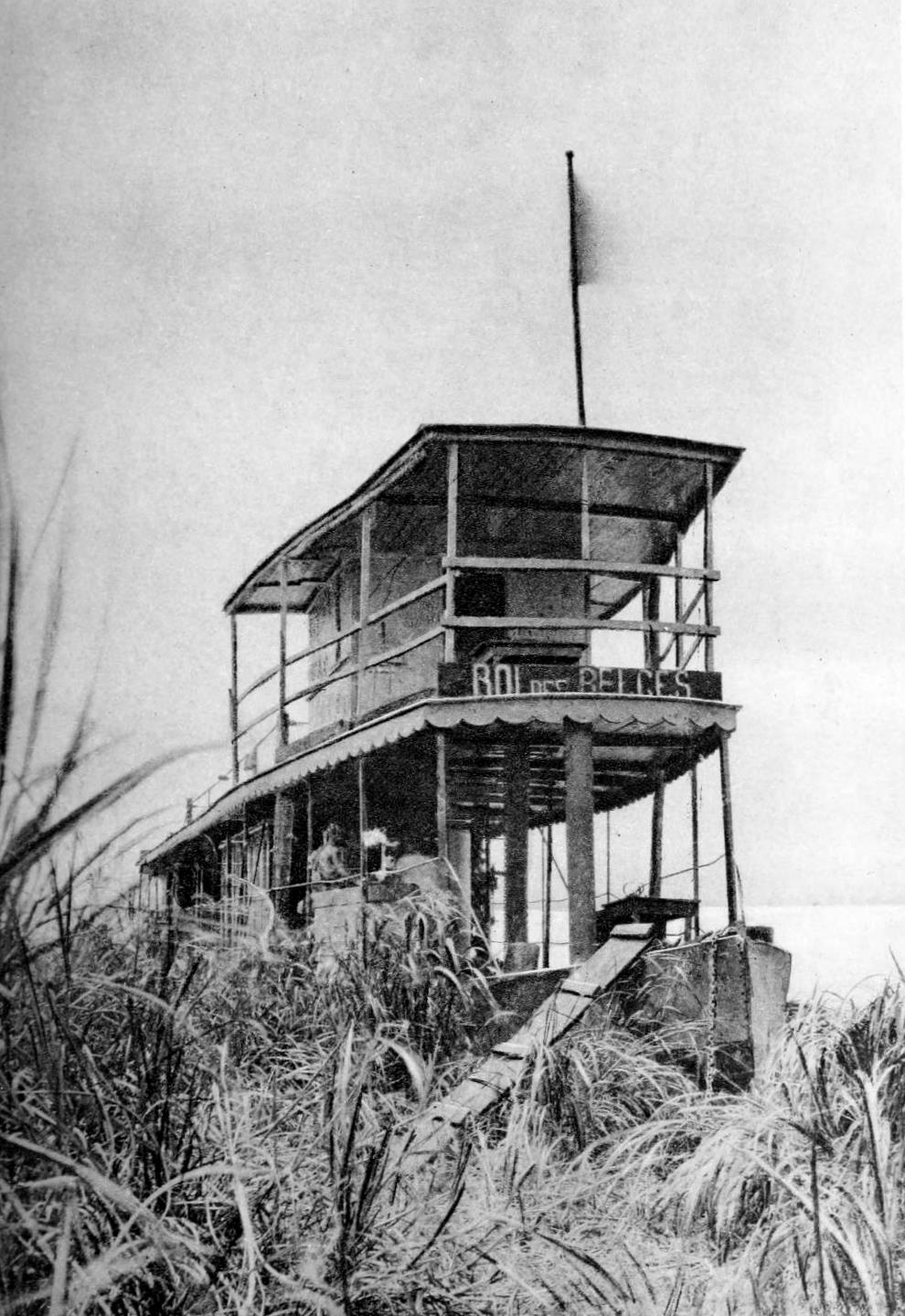
康拉德指挥的比利时内河蒸汽船比利时人的国王号。

马洛在船修理好了之后，再次向内陆进发，目的地是库尔兹的内陆贸易站，同行的有贸易站经理、三四个“朝圣者”和二十几个请来的“食人族”船员。
入夜后，他们把船停在离内陆贸易站大约八公里的地方休息。次日早上，一股白色浓雾笼罩了他们，岸上面传来了一些声音：首先是非常大声的叫喊，然后是令人不安的喧嘩。他们再次起程，航行了几个小时之后，开始搞不清贸易站的方向。就在此时，岸上的土著开始向蒸汽船射箭。船上的“朝圣者”则用溫徹斯特步槍还击。掌舵的“食人族”也离开了自己的岗位，用馬提尼-亨利步槍向岸上的土著开枪。为了避免蒸汽船撞上树桩，马洛接过了舵轮。原舵手的“食人族”很快被长矛刺中，在马洛旁边倒下。岸上的土著在马洛拉了几次汽笛后，就再也没有射箭了。被矛刺中的“食人族”，在马洛和一个“朝圣者”面前死了。他强迫那个“朝圣者”掌舵，好让自己脱下浸满那个“食人族”的血的鞋袜。马洛这时以为库尔兹已经死了，此外，他发现库尔兹为国际消除野蛮习俗协会（International Society for the Suppression of Savage Customs）写了一份雄辩滔滔的报告。报告最后有一个明显是后来才加上去的注脚；“消灭所有的畜生！”（后来库尔兹恳求马洛好好保管这份被他称之为“小册子”的报告）马洛觉得，不应该浪费人命来寻找库尔兹。马洛穿了一雙拖鞋之后，回到了舵室，继续掌舵。经理来到了他身边，希望他调转船头，回到下游。就在此时，他们见到了内陆贸易站。
马洛见到有个人在岸上面向他们招手，要他们上岸。这个人满身补丁，动作滑稽，令马洛觉得他像个小丑。“朝圣者”全副武装地护送经理上岸接走库尔兹。而那个“小丑”，则上了他们的船。马洛这时才发现，他是一个俄国流浪汉，之前不慎闯入了库尔兹的营地。他还从俄国人处了解到，库尔兹在这一地区是多么的肆意妄为，而土著又是多么的崇拜他，还有他病得多么重。这个俄国人也很崇拜库尔兹，感到他的智慧十分之高，认同他对爱、生命和正义的见解。俄国人还因为他拥有十分大的权力 - 也愿意使用他的权力，而佩服他。马洛觉得库尔兹已经疯了。
马洛在船上，用望远镜观察到贸易站附近有一些柱子，而每一个柱子上面都插了一个土著的人头，这令他他大吃一惊。一段时间后，经理和“朝圣者”用简易担架抬着库尔兹回来了。而他们周围有一群虎视眈眈，已经准备好作战，“救回”他们的偶像库尔兹的土著。库尔兹在担架上叫喊了一阵之后，土著回到了树林之中。一个美丽的土著女子，小心翼翼地走到了船旁边，举高了她的双手，然后又回到了树林之中。马洛这时才从俄国人处得悉，袭击蒸汽船的土著，是库尔兹派来的。俄国人又说，听库尔兹吟诵诗歌，是令人“大开眼界”的事情。最后，俄国人说有一艘独木舟和几个土著在等他，所以就此离开了蒸汽船。
半夜过后，马洛发现库尔兹独自一人下了船，回到了岸上。马洛也跟着他上了岸，发现他想挣扎着，想重新回到贸易站，还叫来了自己的土著崇拜者。马洛对他说，他不回到船上，必死无疑，但他没有理会。最后，马洛说“不管怎样你在欧洲肯定是成功了”，打动了库尔兹。马洛扶着库尔兹，回到了船上。次日，他们准备好了船只，开始返航，这时 - 土著，包括那个女子，又再出现在岸边，大喊大叫。“朝圣者”拿出了他们的枪支，准备开枪，似乎想要惊吓一下土著。马洛拉了几下汽笛，吓到了土著 - 只有那个女子不为所动，还对着蒸汽船张开双臂。“朝圣者”开了枪之后不久，船就已经往下游开了很长的一段距离。
隨著船往出海航行，库尔兹的病情也越來越嚴重。經理見目的已達成，又库尔兹將死；便將马洛視作同死人一類而冷落。後來蒸汽船坏了，需要维修，停在小島旁。库尔兹给了马洛一包文件，一张照片之后就死了。他的遗言是：“可怕啊！可怕啊！”
马洛吹熄了库尔兹房间的蜡烛之后，就装作什么事情都没有发生一样，和其他船员一起吃饭。經理的小弟发现到库尔兹死了。突然冒出來，用一种尖刻轻蔑的语气说：“库尔兹已经死了”。
马洛回到欧洲后，过得并不愉快。他给库尔兹的文件分了类，给了贸易公司的人叫做“消除野蛮习俗”的文件，不过删去了最后的注脚。然后，他给了一个自称是库尔兹堂兄弟的人一些不重要的家信和备忘录。后来，他又给了记者一份报告，让记者看看，如果适宜的话就刊登出来。最后，他见了库尔兹的未婚妻，她就是库尔兹给马洛的那张照片中的女子。两人见面的时候，库尔兹已经死了一年多了，但这名女子仍然身着黑色丧服。女子迫切地询问了库尔兹的情况。最后，女子问马洛，库尔兹的遗言是什么。不幸的是，马洛說了谎，说库尔兹说的，是她的名字。

## 外部連結
- Animated Serialized Adaptation of Heart of Darkness on Instagram
- Heart of Darkness，In Our Time (BBC Radio 4)的《In Our Time》節目。(現在聆聽)
- Heart of Darkness - 古腾堡计划
- Downloadable audio book of Heart of Darkness by LoudLit.org（页面存档备份，存于）
- LibriVox中的公有领域有声书《Heart of Darkness》
- Orson Welles' Mercury Theatre on the Air audio books, also of Heart of Darkness（页面存档备份，存于）
- Orson Welles Mercury Theatre 1938, also of Heart of Darkness
- This Is My Best — Heart of Darkness（页面存档备份，存于） (March 13, 1945) at the Paley Center for Media